# 악티엔게젤샤프트
악티엔게젤샤프트(독일어: Aktiengesellschaft [ˈʔakt͡si̯ənɡəˌzɛlʃaft][*]), 약칭 아게(독일어: AG [ʔaːˈgeː][*])는 독일식 주식회사이다. 주주들이 회사를 유한 소유하며 그 소유권은 주식 시장에서 거래될 수 있다. 독일, 오스트리아, 스위스, 네덜란드, 벨기에, 룩셈부르크, 리히텐슈타인 등에서 존재하는 회사 형태다.